# ميخائيل موريسون
ميخائيل موريسون (بالإنجليزية: Michael Morrison)‏ هو كاتب أمريكي، ولد في 24 أغسطس 1970.